# Бог
 Тази статия е за концепцията за единствен върховен Бог в монотеизма.  За общата концепция за същество, по-висше от хората и почитано от тях, вижте Божество.  
Бог е най-висшето същество, божеството сътворител и главният обект на вярата в монотеизма. Бог обикновено е разглеждан като всезнаещ, всемогъщ, вездесъщ и имащ вечно и необходимо съществуване. Тези характеристики се прилагат или по аналогия, или се приемат буквално. Най-често Бог се приема за безтелесен (нематериален). Безтелесността и телесността на Бог са свързани с представите за неговата трансцендентност (битие извън природата) или иманентност (битие в природата), както и със синтетични възгледи, като „иманентната трансцендентност“.
Бог може да бъде разглеждан като персонифициран или неперсонифициран. В теизма Бог е създател и крепител на Вселената, докато в деизма той е създател, но не и крепител. В пантеизма Бог е самата Вселена. При атеизма отсъства вяра в Бог, докато за агностицизма съществуването на Бог е неизвестно или непознаваемо. Бог е смятан и за източник на всяко морално задължение. Много известни философи са развивали аргументи за и против съществуването на Бог.
Монотеистите наричат своите богове с различни имена, определени в съответната религия, като някои от тези наименования отразяват определени културни разбирания за идентичността и атрибутите на техния бог. В древноегипетския атонизъм, вероятно най-ранната известна монотеистична религия, Бог се нарича Атон и е приеман за единственото „истинско“ Върховно същество и създател на Вселената. В Стария завет и юдаизма като имена на Бог се използват Елохим, Адонаи, тетраграматонът (обикновено транскрибиран в християнството като Яхве или Йехова) и други. В християнската доктрина за Светата Троица Бог съществува едновременно като три „личности“, наричани Отец, Син и Свети Дух. В исляма се използва името Аллах, като наред с него има и множество други титли на Бог. В монотеистичните интерпретации на индуизма Бог е наричан Брахман. Сред имената на Бог, използвани в други монотеистични религии, са Баха в бахайството, Вахигуру в сикхизма, Санг Хянг Видхи Васа в балийския индуизъм и Ахура Мазда в зороастризма.
Множеството различни концепции за Бог и противоречиви твърдения за характеристиките, целите и действията на Бог водят до развитието на идеите на омнитеизма, пандеизма или перениализма, според който има една базисна теологична истина, от която всички религии извличат свое частично разбиране, като „последователите на различните големи световни религии всъщност почитат един Бог, но чрез различни, застъпващи се концепции“.

## Имена на Бог
В българския език думата „Бог“ се използва като нарицателно име („бог“) – за концепцията като цяло или за божествата в политеистичните религии – или като собствено име („Бог“) в монотеистичен контекст. Самата дума има праславянски произход и се използва със същото значение във всички съвременни славянски езици с малки фонетични вариации – „бог“/„bog“ на сърбохърватски, „bog“ на словенски, „bóg“ на полски, „bůh“ на чешки, „boh“ на словашки, „бог“ на руски, украински, беларуски и русински. Праславянската дума „*богъ“ е изглежда е родствена с някои индо-ирански форми – староиндийската bhágas („даряващ“, „господар“), староперсийската baga- и авестийската baɣa („господ“, „бог“), които се извеждат от староиндийското bhájati („дава дял“, „дели“) и авестийското baχšaiti („участва“) във връзка и с гръцкото φαγεῖν („ям“, „поглъщам“). Характерът на връзката между славянските и индо-иранските форми е спорен – някои автори смятат славянската дума за иранска заемка, други предполагат общ произход, а трети дори отхвърлят връзката между тях.
В повечето романски езици думата за Бог идва от праиндоевропейското *dewos- („бог“), което от своя страна се извежда от корена *dyeu- („сияя“) – Deus на латински и португалски, Dios на испански, Dieu на френски. Въпреки сходното звучене, гръцкото θεός има различен произход – от праиндоевропейския корен *dʰeh₁ („правя“, „поставям“). В германските езици думата за Бог идва от праиндоевропейския корен *guthan- („призоваван“) – God на английски и нидерландски, Gott на немски, Gud на шведски.
В древните семитски езици най-често използваната дума за божество е ел/ил с производни форми като акадското илу и арабското илях. В монотеистичен контекст от тази дума произлизат използваното в част от Стария завет име на Бог Елохим, както и мюсюлманското Аллах. Старият завет използва и други наименования на Бог – най-често тетраграмонът, транскрибиран като Яхве или Йехова, – но също имена като Адонай, Саваот, Елион и Шадай.
Бог може да има и собствено име и монотеистичните версии на индуизма, които наблягат върху личността на Бога – сред ранните споменавания на такова име са Кришна-Васудева в „Бхагавата“ или по-късните Вишну и Хари. Името на Бог в зороастризма е Ахура Мазда – от протоиндоевропейското mn̩sdʰeh1 със значение „мъдър“. В сикхизма се използва името Вахегуру, буквално „чудесен учител“ на пенджабски, а в бахайството – Баха, „всеславен“ на арабски.

## Общи концепции
Няма ясно общо съгласие за природата или съществуването на Бог. Авраамическите представи за Бог включват монотеистичната дефиниция на юдаизма и исляма и тринитарния възглед на християните. Дхармичните религии се различават по своите представи за божественото според региона, сектата и кастата, като варират от монотеистични до политеистични. Много политеистични религии споделят идеята за божество сътворител, но без останалите роли на единствения Бог в монотеистичните религии. Обратно, религии като джайнизма са политиестични, но нямат божество сътворител. В зависимост от конкретните интерпретации и традиции, будизмът може да се разглежда като атеистичен, нетеистичен, пантеистичен, панентеистичен или политеистичен.

### Единственост на Бог
Монотеистите вярват, че има само един бог, като според някои той е почитан от различните религии под различни имена. Възгледът, че всички теисти всъщност почитат един и същ бог, независимо дали го осъзнават или не, е с особена тежест в бахайството, индуизма и сикхизма.
В основните клонове на християнството доктрината за Светата Троица описва Бог като един Бог с три божествени лица, всяко от които е самият Бог – Бог Отец, Бог Син (Иисус Христос) и Свети Дух. Съчетаването на концепцията за три лица на Бог с монотеизма и въпросът за отношението между трите лица стават предмет на ожесточени богословски спорове, особено през първите столетия от съществуването на християнството, които довежда до обособяването на някои от основните християнски деноминации.
В исляма една от най-важните концепции е „таухид“, със значение „единственост“ – Бог е описан в Корана като: „Той е Аллах Единствения, Аллах, Целта [на всички въжделения]! Нито е раждал, нито е роден, и няма равен Нему.“ Мюсюлманите отхвърлят християнската доктрина за Светата Троица и божествеността на Христос, смятайки я за сравнима с политеизъм. В исляма Бог е трансцендентен и не наподобява по никакъв начин никое от своите творения. Затова мюсюлманите не почитат икони и не трябва да визуализират Бог.
Наред с монотеизма, понятието за Бог може да е приложимо и към примотеизма – доктрина, при което се почита единствен Бог, макар да се приема съществуването или възможното съществуване на други божества.

### Теизъм, деизъм и пантеизъм
Теизмът е възгледът, че Бог съществува реално, обективно и независимо от човешкото съзнание, че Бог създава и поддържа всичко, че Бог е всемогъщ и вечен и че Бог е личност и взаимодейства с Вселената, например чрез религиозните изживявания или молитвите на хората. Според теизма Бог е едновременно трансцендентен и иманентен, като по този начин той е безкраен, но същевременно по някакъв начин присъстващ в света. Не всички теисти поддържат всеки от изброените възгледи, но обикновено те подкрепят повечето от тях. В католическото богословие Бог е безкрайно прост и не е неволно подвластен на времето. Според повечето теисти Бог е всемогъщ, всезнаещ и добронамерен, макар че този възглед води до проблема за отговорността на Бог за злото и страданието в света. Някои теисти приписват на Бог съзнателно или преднамерено самоограничение на всеможъществото, всезнанието или добронамереността. Обратно, според отворения теизъм самата природа на времето предполага, че всезнанието на Бог не означава, че той може да предвижда бъдещето.
За разлика от теизма, деизмът смята Бог за изцяло трансцендентен – той съществува, но не се намесва в света отвъд необходимото за неговото сътворение. Според този възглед Бог не е антропоморфен и нито отговаря на молитви, нито създава чудеса. Обичайна за деизма е представата, че Бог не се интересува от човечеството и дори може да не осъзнава съществуването му.
Според пантеизма Бог е Вселената и Вселената е Бог, докато според панентеизма Бог съдържа, но не е идентичен с Вселената. Към пантеистичната представа за Бог се придържат също либералните католически църкви, теософията, някои клонове на индуизма (не и вайшнавизма, който е панентеистичен), сикхизма, някои направления на неопаганизма и даоизма.
Пандеизмът съчетава възгледи на деизма и пантеизма. От гледна точка на деизма пандеизмът обяснява защо Бог създава Вселената и след това я изоставя, а от гледна точка на пантеизма – произхода и предназначението на Вселената.

### Други концепции
Дистеизмът, който е свързан с теодицеята, е форма не теизъм, която разрешава проблема за злото, приемайки, че Бог или не е изцяло добър, или е изцяло злонамерен. Пример за този възглед е героят на Фьодор Достоевски от „Братя Карамазови“ Иван Карамазов, който отхвърля Бог за това, че позволява страданието на деца.

## Съществуване на Бога
През вековете мнозина философи, богослови и други мислители са се опитвали да докажат съществуването или липсата на Бог. Налице са множество философски проблеми, отнасящи се до съществуването на Бога. Някои дефиниции са неточно определени и двусмислени, а други могат да бъдат дори противоречиви. Аргументите за съществуването на Бог са най-често от метафизичен, емпиричен, индуктивен или субективен тип. Някои доказателства се основават на нерешени въпроси в теорията за еволюцията или върху реда и сложността на заобикалящия ни свят. Доводите срещу съществуването на Бога по принцип са емпирични, дедуктивни и индуктивни. Различните мислители стигат до различни изводи, и се разделят по два фактора – вяра (теизъм) и знание (гностицизъм):
- Знам, че има Бог (гностичен теизъм).
- Вярвам в Бог, но не мога да знам със сигурност дали съществува (агностичен теизъм).
- Не вярвам в Бог, но не мога да знам със сигурност дали съществува (агностичен атеизъм).
- Знам, че няма Бог (гностичен атеизъм).

От всички социални сфери, гностичните варианти се смятат за най-ирационални, поради липсата на доказателства, подкрепящи вярвата – или липсата на такава – от там „знанието“ не може да бъде основано.
Според мнозина богослови, съществуването на Бога не може да бъде доказано с методите на науката. Те твърдят, че науката и религията не са и не могат да бъдат в противоречие, тъй като техните области не се припокриват.
Със своите основни атрибути Бог е охарактеризиран в една или друга степен от юдейските, християнските и мюсюлманските мислители и духовни учители, включително св. Августин, Ал-Газали, и Маймонид. Зигмунд Фройд осмисля това гледище за Бога като стремеж към построяване на образа на идеалния баща, докато марксистките автори откриват корените му в безсилието на мъжете и жените в условията на потисническите общества.
Някои средновековни философи излагат аргументи за съществуването на Бога, с цел да се борят с противоречията на атрибутите, приписвани на Бога. Например Божието всезнание предполага, че Бог знае как ще постъпят онези, които са надарени със свободната воля. Ако той знае това, тяхната свобода би била илюзорна; а ако не знае това, то той не е всезнаещ. Подобни проблеми възникват и от твърдението, че Бог е източник на всяко морално задължение. Ако нищо не е правилно или грешно без Божиите заповеди, то тези заповеди са произволни. Ако те се основават на фундаментални принципи, които и Бог не би могъл да промени, то той не е всемогъщ. 

## Разпространение на вярата в Бога
През 2000 г. приблизително 53% от населението на света се причислява към една от трите авраамически религии (33% християни, 20% мюсюлмани, <1% юдеи), 6% — към будизма, 13% — към индуизма, 6% — към традиционната китайска религия, 7% – към други религии, а 15% са атеисти. Повечето от тези религии съдържат вяра в един или повече богове.